# Sarajärvi (sjö i Finland, Norra Österbotten)
Sarajärvi är en sjö i Finland. Den ligger i kommunen Pudasjärvi i landskapet Norra Österbotten, i den norra delen av landet, 600 km norr om huvudstaden Helsingfors. Sarajärvi ligger 153,6 meter över havet. Arean är 2 kvadratkilometer och strandlinjen är 6,21 kilometer lång. Sjön  ingår i Ijo älvs huvudavrinningsområde. 